# Port lotniczy Mulmejn
Port lotniczy Mulmejn – międzynarodowy port lotniczy położony w Mulmejn, w Mjanmie. Jest trzecim co do wielkości birmańskim portem lotniczym.

## Linie lotnicze i połączenia
- Myanma Airways (Dawei, Myeik, Rangun)